# Princess Jellyfish
Princess Jellyfish (海月姫, Kuragehime) est un josei manga de Akiko Higashimura, prépublié entre novembre 2008 et août 2017 dans le magazine Kiss de l'éditeur Kōdansha puis compilé en dix-sept tomes. La version française est publiée par Delcourt/Tonkam.
Une adaptation en série télévisée d’animation produite par le studio Brain's Base a été diffusée entre octobre et décembre 2010 sur Fuji TV. Dans les pays francophones, la série est éditée par Kazé. Un film live est également sorti en décembre 2014.
Une adaptation en drama est diffusée par  Fuji TV depuis le 15 janvier 2018.
La série remporte le prix de meilleur manga shōjo lors du prix du manga Kōdansha en 2010.

## Synopsis
Tsukimi Kurashita, une jeune fille timide, rêve de devenir illustratrice et s'est pour ce faire installée à Tokyo dans une résidence peuplée exclusivement de filles otaku (on pourrait traduire par groupies). Passionnée par les méduses (kurage en japonais et jellyfish en anglais) depuis que feue sa mère lui a promis une robe de mariée aussi belle qu'une méduse, en affirmant que toutes les petites filles deviennent des princesses en grandissant, elle passe son temps à en dessiner et à visiter celles de l'aquarium de son quartier. Cependant, Tsukimi se demande ce qui n'a pas marché car elle-même n'a rien d'une princesse. En effet, elle ne sait pas comment s'habiller, ne se maquille pas, ne s'intéresse qu'aux méduses et pas au shopping ou aux garçons. Toutefois, les pensionnaires toutes plus déjantées les unes que les autres de la résidence Amamizu vont rythmer la vie de Tsukimi. C'est alors que leurs existences vont être bouleversées par l'apparition d'une étrange humana coquetta (sic), Kuranosuke, laquelle s'avère être en réalité le fils d'une riche famille de politiciens. Et la timide Tsukimi, qui se sentait si à part, va brusquement sentir son cœur battre pour de nouvelles passions, tel la création de robes, mais aussi pour le frère de Kuranosuke, Shu. Ce qui ne semble pas être du goût de son/sa nouveau/nouvelle camarade...
Princess Jellyfish raconte la vie de Tsukimi et de ses amies otaku, leur incompréhension et leur malaise face à un monde dont elles ne maîtrisent pas les codes, leur amour véritable pour l'objet de leur passion, et l'injustice de devoir se plier aux convenances pour pouvoir être acceptées.

## Personnages
- Tsukimi Kurashita (倉下 月海, Kurashita Tsukimi?) est passionnée de méduses, sait tout sur elles, a recouvert les murs de sa chambre de posters de méduses et rend régulièrement visite aux méduses des aquariums du coin. Petite, boulotte, affublée de lunettes, de taches de rousseur et de joggings informes, elle subira de nombreuses fois les élans relookeurs de Kuranosuke.

- Chieko (千絵子?) est passionnée de poupées traditionnelles japonaises. Elle en a des tas dans sa chambre, auxquelles elle donne des noms et pour qui elle coud de petits kimonos sur mesure. Sa mère est la propriétaire de la résidence.

- Bamba (ばんば?) est passionnée de trains. Elle les reconnaît au bruit et connaît les horaires des trains de Tokyo par cœur. Née un 29 février, elle affirme avoir 8 ans (mais un calcul simple nous permet de déterminer qu'elle a plutôt entre 32 et 35 ans). Elle est reconnaissable à sa petite taille, son pull rayé et sa coupe de cheveux tendance "afro".

- Mayaya (まやや?) se passionne pour les Trois Royaumes, un roman historique sur la Chine. Elle possède de nombreuses figurines de personnages de l'histoire et fait souvent des métaphores guerrières. Bien qu'elle ne semble pas s'en rendre compte, elle a un tic fréquent qui lui fait lever les mains devant le visage, dissimulant celui-ci aux autres.

- Jiji (ジジ?) fantasme sur les hommes d'âge (très) mûr. Elle découpe leurs photos dans les journaux pour les conserver et fréquente assidûment les Butler Cafe.

- Juon Mejiro (目白 樹音, Mejiro Juon?) est une mangaka auteur de yaoi. Elle travaille beaucoup, vit la nuit et ne sort pas de sa chambre, du coup on ne la voit jamais. Les filles lui laissent des messages sous sa porte pour communiquer. Son avis est tenu en très haute estime car, contrairement aux autres, elle a un travail et des revenus. Quand son travail approche le délai, elle fait souvent appel aux autres locataires pour l'aider à finir ses planches.

- Kuranosuke Koibuchi (鯉淵 蔵之介, Koibuchi Kuranosuke?) est un jeune homme issu d'une famille très aisée. Androgyne, fasciné par la mode et la garde-robe de sa mère, il s'habille en femme pour que sa famille, importante dans le milieu politique, ne lui demande pas de s'impliquer.

- Shū Koibuchi (鯉淵 修, Koibuchi Shū?) est le frère de Kuranosuke. Droit et sérieux, contrairement à son exubérant frère, il porte sur ses épaules les espoirs de sa famille et pas mal de responsabilités.

## Manga
La série a débuté le 10 novembre 2008 dans le magazine Kiss. Le premier volume relié est sorti le 13 mars 2009 par Kōdansha. La parution du manga a été mise en pause entre janvier 2016 et juin 2017, et le dernier chapitre est publié le 25 août 2017. La version française fut éditée par Delcourt d'octobre 2011 à juillet 2019.
Une série dérivée nommée Kuragehime Heroes a également été publiée.

### Liste des volumes et chapitres
| no | Japonais          | Japonais          | Français         | Français          |
| no | Date de sortie    | ISBN              | Date de sortie   | ISBN              |
| --- | ----------------- | ----------------- | ---------------- | ----------------- |
| 1 | 13 mars 2009      | 978-4-06-340744-0 | 12 octobre 2011  | 978-2-7560-2621-3 |
| Liste des chapitres : - Épisode 1 : Sex and the Amars - Épisode 2 : Pretty Woman - Épisode 3 : Sukiyaki Western Django - Épisode 4 : Il était une fois - Épisode 5 : Miss Vampire - Épisode 6 : Emmène-moi à l'aquarium |                   |                   |                  |                   |
| 2 | 13 juillet 2009   | 978-4-06-340762-4 | 30 novembre 2011 | 978-2-7560-2643-5 |
| Liste des chapitres : - Épisode 7 : Danger immédiat - Épisode 8 : Je voudrais devenir une méduse - Épisode 9 : Les sept Amars - Épisode 10 : Liaison fatale - Épisode 11 : M. Hanamori le chauffeur - Épisode 12 : In the closet |                   |                   |                  |                   |
| 3 | 3 novembre 2009   | 978-4-06-340775-4 | 8 février 2012   | 978-2-7560-2644-2 |
| Liste des chapitres : - Épisode 13 : L'archipel s'enlise dans les histoires d'argent - Épisode 14 : Les vacances de Clara - Épisode 15 : Million Dollar Baby - Épisode 16 : Roméo & Juliette ? - Épisode 17 : Une gomme dans ma tête - Épisode 18 : Peur bleue                                                                              |                   |                   |                  |                   |
| 4 | 12 mars 2010      | 978-4-06-340790-7 | 11 avril 2012    | 978-2-7560-2645-9 |
| Liste des chapitres : - Épisode 19 : La belle personne - Épisode 20 : L'affaire du collier de la reine - Épisode 21 : Urgences - Épisode 22 : Certains l'aiment chaud - Épisode 23 : Lady Oscar ? - Épisode 24 : Rencontre du troisième type                                                                                                |                   |                   |                  |                   |
| 5 | 10 août 2010      | 978-4-06-340812-6 | 4 juillet 2012   | 978-2-7560-3296-2 |
| Liste des chapitres : - Épisode 25 : Deep Impact - Épisode 26 : Hamlet 2 - Épisode 27 : Le grand bleu - Épisode 28 : Médusedog Millionaire - Épisode 29 : La fièvre d'aimer - Princess Jellyfish, la légende des héros ☆ Partie 1 - Princess Jellyfish, la légende des héros ☆ Partie 2                                                     |                   |                   |                  |                   |
| 6 | 26 novembre 2010  | 978-4-06-340824-9 | 10 octobre 2012  | 978-2-7560-3297-9 |
| Liste des chapitres : - Épisode 30 : Manipulation - Épisode 31 : Dollygirls - Épisode 32 : Alpha Amars - Épisode 33 : Bons baisers de la résidence Amamizu - Épisode 34 : Party ☆ Monster - Princess Jellyfish, la légende des héros ☆ Partie 3                                                                                             |                   |                   |                  |                   |
| 7 | 13 avril 2011     | 978-4-06-340841-6 | 9 janvier 2013   | 978-2-7560-3363-1 |
| Liste des chapitres : - Épisode 35 : Showgirls - Épisode 36 : Amars mécaniques - Épisode 37 : Gossip ★ Girl - Épisode 38 : L'orphelinat - Épisode 39 : Dans ses yeux - Princess Jellyfish, la légende des héros ☆ Partie 4 - Princess Jellyfish, la légende des héros ☆ Partie 5                                                            |                   |                   |                  |                   |
| 8 | 13 septembre 2011 | 978-4-06-340855-3 | 10 avril 2013    | 978-2-7560-3363-1 |
| Liste des chapitres : - Épisode 40 : Méduses, the Dancing Maharajah - Épisode 41 : 007, l'espion qui m'aimait - Épisode 42 : Confessions d'une accro du shopping - Épisode 43 : Dix petits nègres - Épisode 44 : Take me away ! - Princess Jellyfish, la légende des héros ☆ Partie 6 - Princess Jellyfish, la légende des héros ☆ Partie 7 |                   |                   |                  |                   |
| 9 | 13 mars 2012      | 978-4-06-340874-4 | 3 juillet 2013   | 978-2-7560-3617-5 |
| Liste des chapitres : - Épisode 45 : Les soldats de l'ombre - Épisode 46 : Toxic Affair - Épisode 47 : Monsieur Hire - Épisode 48 : My date with Shûshû - Épisode 49 : Pour un puceau - Princess Jellyfish, la légende des héros ☆ Partie 8                                                                                                 |                   |                   |                  |                   |
| 10 | 13 septembre 2012 | 978-4-06-340887-4 | 9 octobre 2013   | 978-2-7560-3644-1 |
| Liste des chapitres : - Épisode 50 : La queue-de-pie et la méduse - Épisode 51 : Le petit frère sorcier - Épisode 52 : Casual line ? - Épisode 53 : Les fils de l'homme - Épisode 54 : Shû, Tsukimi et les Amars |                   |                   |                  |                   |
| 11 | 13 mars 2013      | 978-4-06-340903-1 | 15 janvier 2014  | 978-2-7560-5147-5 |
| Liste des chapitres : - Épisode 55 : L'exposition de cons - Épisode 56 : Toxic Princess Jellyfish - Épisode 57 : Des méduses teintes en noir - Épisode 58 : Le chef de l'Asie, la guerre de la mode - Épisode 59 : A Hard Day's Night du président Fish - Princess Jellyfish, la légende des héros ☆ Partie 9                               |                   |                   |                  |                   |
| 12 | 12 juillet 2013   | 978-4-06-340912-3 | 9 avril 2014     | 978-2-7560-5243-4 |
| Liste des chapitres : - Épisode 60 : Singapore Thrilling - Épisode 61 : La petite fille aux alumettes - Épisode 62 : Call me maybe - Épisode 63 : Midnight Flight - Épisode 64 : Loin des yeux, près du cœur |                   |                   |                  |                   |
| 13 | 13 décembre 2013  | 978-4-06-340921-5 | 2 juillet 2014   | 978-2-7560-5754-5 |
| Liste des chapitres : - Épisode 65 : Le seigneur de l'anneau - Épisode 66 : Fête fatale - Épisode 67 : Arrête-la si tu peux - Épisode 68 : Le sortilège de Cendrillon - Épisode 69 : La boîte, une chemise blanche et moi |                   |                   |                  |                   |
| 14 | 12 septembre 2014 | 978-4-06-340934-5 | 11 février 2015  | 978-2-7560-6087-3 |
| Liste des chapitres : - Épisode 70 : Le diable s'habille en chemise blanche - Épisode 71 : Jellyfish Hunting - Épisode 72 : In the pool - Épisode 73 : Un jour sur Terre - Épisode 74 : Le loup de Singapour Street - Princess Jellyfish, la légende des héros ☆ Partie 10                                                                  |                   |                   |                  |                   |
| 15 | 13 janvier 2015   | 978-4-06-340941-3 | 11 octobre 2015  | 978-2-7560-6880-0 |
| Liste des chapitres : - Épisode 75 : Raiponce-Jellyfish - Épisode 76 : Le monstre de Singapour - Épisode 77 : Casino Royale - Épisode 0 : La veille des Amars - Princess Jellyfish, la légende des héros ☆ Partie 11 |                   |                   |                  |                   |
| 16 | 13 mai 2016       | 978-4-06-340987-1 | 3 juillet 2019   | 978-2-7560-6881-7 |
| Liste des chapitres : - Épisode 78 : Singapour@deep - Épisode 79 : Le festin des Amars - Épisode 80 : Shall we marry? - Épisode 81 : Innocent Boys : les Koibuchi - Épisode 0 : À l'aube du travestissement |                   |                   |                  |                   |
| 17 | 13 novembre 2017  | 978-4-06-510452-1 | 3 juillet 2019   | 978-2-413-02040-0 |
| Liste des chapitres : - Épisode 82 : XX robes - Épisode 83 : Jellyfish Resurgence - Final episode : Princess Jellyfish |                   |                   |                  |                   |

## Adaptations

### Anime
L’adaptation en série télévisée d'animation est annoncée en février 2010 dans le magazine Kiss. Elle est produite par le studio Brain's Base avec une réalisation de Takahiro Omori. Composée de onze épisodes, elle a été diffusée sur Fuji TV dans la tranche horaire noitaminA du 14 octobre au 30 décembre 2010. Quatre coffrets DVD et Blu-ray contenant chacun un épisode basé sur la série dérivée Kuragehime Heroes sont sortis entre janvier et avril 2011.
En France, la série est éditée par Kazé, qui a diffusé la série en streaming sur kzplay, sur sa chaîne KZTV à partir de janvier 2012, et en DVD le 2 mai 2012. La série est également éditée en Amérique du Nord par Funimation.

#### Fiche technique
- Année : 2010
- Réalisation : Takahiro Ōmori
- Character design : Kenji Hayama
- Direction artistique : Mio Isshiki
- Direction de la photographie : Hitoshi Tamura
- Musique : Makoto Yoshimori
- Animation : Brain's Base
- Auteur original : Akiko Higashimura
- Licence française : Kazé
- Nombre d’épisodes : 11

#### Liste des épisodes
| No | Titre français                                | Titre japonais                       | Titre japonais               | Date de 1re diffusion |
| No | Titre français                                | Kanji                                | Rōmaji                       | Date de 1re diffusion |
| -- | --------------------------------------------- | ------------------------------------ | ---------------------------- | --------------------- |
| 1  | Sex and the nonnes                            | セックス・アンド・ザ・アマーズ       | Sekkusu ando za Amāzu        | 14 octobre 2010       |
| 2  | Fondue Western Matsusaka                      | スキヤキ・ウエスタン・マツサカ       | Sukiyaki Uesutan Matsusaka   | 28 octobre 2010       |
| 3  | Ensorcelée                                    | 魔法をかけられて                     | Mahō o Kakerarete            | 4 novembre 2010       |
| 4  | Rendez-vous à l'aquarium                      | 水族館で逢いましょう                 | Suizokukan de Aimashō        | 11 novembre 2010      |
| 5  | Je voudrais devenir une méduse                | 私はクラゲになりたい                 | Watashi wa Kurage ni Naritai | 18 novembre 2010      |
| 6  | La nuit des nonnes vivantes                   | ナイト・オブ・ザ・リビング・アマーズ | Naito obu za Ribingu Amāzu   | 25 novembre 2010      |
| 7  | L'Archipel des chômeurs en mal de financement | 金融無職列島                         | Kinyū Mushoku Rettō          | 2 décembre 2010       |
| 8  | Million-dollar babies                         | ミリオンダラー・ベイビーズ           | Miriondarā Beibīzu           | 9 décembre 2010       |
| 9  | Le puceau de la nuit                          | 真夜中のチェリーボーイ               | Mayonaka no Cherībōi         | 16 décembre 2010      |
| 10 | Jours d'amour et d'eau tiède                  | 愛とぬるま湯の日々                   | Ai to Nurumayu no Hibi       | 23 décembre 2010      |
| 11 | Méduse de rêve                                | ジェリーフィッシュ・オブ・ドリームス | Jerīfisshu obu Dorīmusu      | 30 décembre 2010      |

### Film en prise de vues réelles
L'adaptation en film en prise de vues réelles a été annoncée en avril 2014 dans le magazine Tsukuru. Prévu pour décembre 2014, il est réalisé par Taisuke Kawamura et scénarisé par Toshiya Ono, et le rôle de l’héroïne Tsukimi Kurashita est interprété par Rena Nounen.

### Drama
L’adaptation en drama est annoncée en 2017, et est diffusée depuis le 15 janvier 2018 par  Fuji TV.

#### Fiche technique
- Année : 2018
- Réalisation : Junichi Ishikawa
- Scénario : Yuichi Tokunaga
- Auteur original : Akiko Higashimura
- Tranche Horaire : Lundi 21:00
- Nombre d’épisodes : 11 (?)
- Pays : Japon

#### Casting
| Personnage              | Acteur / Actrice  |
| Tsukimi Kurashita       | Kyoko Yoshine     |
| Kuranosuke Koibuchi (   | Koji Seto         |
| Kuranosuke Koibuchi (F) | Koji Seto         |
| Shu Koibuchi            | Asuka Kudo        |
| Jiji-sama               | Haruka Kinami     |
| Banba-san               | Rena Matsui       |
| Mayaya                  | Rio Uchida        |
| Chieko                  | Eriko Tomiyama    |
| Yoshio Hanamori         | Jun Kaname        |
| Keiichiro Koibuchi      | Kinya Kitaoji     |
| Shoko Inari             | Rika Izumi        |
| Kohei Sasaki            | Junpei Yasui      |
| Yoko Koibuchi           | Yoshiko Tokoshima |

## Réception
La série remporte le prix de meilleur manga shōjo lors du prix du manga Kōdansha en 2010 et a été nommé lors du 3e prix Manga Taishō.
Plus de deux millions d'exemplaires ont été vendus en 2011[réf. nécessaire].